# Zohrab Adigozelzade
Zohrab Adigozelzade (en azéri: Zöhrab Əfrasiyab oğlu Adıgözəlzadə; né le 3 juillet 1940 à Bakou et mort le 24 mai 2012 à Bakou) est un pianiste azéri, artiste du peuple de la RSS d'Azerbaïdjan (1982), professeur. Il est le père du pianiste azéri Murad Adigozelzadeh.

## Biographie
Après avoir obtenu son diplôme du Conservatoire d'État d'Azerbaïdjan en 1962, il y travaille comme enseignant, professeur agrégé et professeur. Il s'engage également dans des activités de concert et interprète des œuvres de compositeurs azéris, russes et européens. De 1990 jusqu'à la fin de sa vie, il travaille comme chef de département au Conservatoire d'État de l'Université anatolienne d'Eskişehir,.